# Wilhelm Brügmann (Politiker, 1851)
Wilhelm Brügmann (* 7. April 1851 in Dortmund; † 3. Oktober 1926 ebenda) war ein deutscher Ingenieur, Manager, Unternehmer und Kommunalpolitiker.

## Leben

### Herkunft und Ausbildung
Wilhelm Brügmann war der Enkel des Dortmunder Bürgermeisters Wilhelm Brügmann und Sohn von Louis Brügmann. Sein Großvater und sein Vater gründeten am 1. Dezember 1848 gemeinsam die Holzhandlung W. Brügmann & Sohn. Sie befand sich zunächst auf dem Familiengrundstück in der Innenstadt, wurde dann aber 1852 auf ein Gelände zwischen Bornstraße und Eisenbahntrasse außerhalb der ehemaligen Stadtmauern verlegt. Neben der Holzhandlung verfügte das Unternehmen über eine Dampfsäge- und Fournier-Schneidemühle. Der eigentliche Aufstieg dieses Unternehmens zu einer der größten Holzhandlungen Deutschlands geht jedoch auf Louis Brügmann zurück.
Wilhelm Brügmann wurde Ingenieur, bildete sich durch Reisen nach Amerika, Japan, China, Ceylon, Ägypten und Italien fort und erwarb dort Kenntnisse des Hüttenwesens.

### Wirken
1869 wurde die Aplerbecker Hütte durch die Gesellschaft Brügmann, Weyland & Co. übernommen. Neben Brügmann war G. Weyland der zweite persönlich haftende Gesellschafter. 1877 trat er dem Verein Deutscher Ingenieure (VDI) und dem Westfälischen Bezirksverein des VDI bei.
Ab 1884 war Wilhelm Brügmann Hüttendirektor der Actien-Commandit-Gesellschaft Aplerbecker Hütte, Brügmann Weyland & Co., er übernahm später das väterliche Unternehmen und wurde 1897 zusammen mit G. Weyland Leiter der Actien-Commandit-Gesellschaft Aplerbecker Hütte Brügmann, Weyland & Co. 1909 wurde das Unternehmen in eine Aktiengesellschaft umgewandelt. 1911 fusionierte die Gesellschaft mit der Westfälische Drahtwerke AG in Werne bei Bochum zur Westfälische Eisen- und Drahtindustrie AG.
Ab dem 17. Dezember 1894 war Brügmann unbesoldetes Magistratsmitglied und blieb dies bis 1902. Von 1914 bis 1916 gehörte er für den Wahlkreis Hörde und die Nationalliberale Partei dem Provinziallandtag der Provinz Westfalen an.

## Auszeichnungen
Brügmann wurde mit dem Ehrentitel eines Kommerzienrats und dem preußischen Roten Adlerorden 4. Klasse ausgezeichnet. Er war Ehrenmitglied des Westfälischen Bezirksvereins des VDI.